# Kromolin (gromada)
Kromolin – dawna gromada, czyli najmniejsza jednostka podziału terytorialnego Polskiej Rzeczypospolitej Ludowej w latach 1954–1972.
Gromady, z gromadzkimi radami narodowymi (GRN) jako organami władzy najniższego stopnia na wsi, funkcjonowały od reformy reorganizującej administrację wiejską przeprowadzonej jesienią 1954 do momentu ich zniesienia z dniem 1 stycznia 1973, tym samym wypierając organizację gminną w latach 1954–1972.
Gromadę Kromolin z siedzibą GRN w Kromolinie utworzono – jako jedną z 8759 gromad na obszarze Polski – w powiecie głogowskim w woj. zielonogórskim na mocy uchwały nr V/14/54 WRN w Zielonej Górze z dnia 5 października 1954. W skład jednostki weszły obszary dotychczasowych gromad Kromolin, Dalków i Domaniowice ze zniesionej gminy Gaworzyce w tymże powiecie. Dla gromady ustalono 11 członków gromadzkiej rady narodowej.
29 lutego 1956 z gromady Kromolin wyłączono  wieś Wilczyce, włączając ją do gromady Nowa Jabłonna w powiecie szprotawskim w tymże województwie.
31 grudnia 1961 gromadę zniesiono, a jej obszar włączono do gromad: Dobrzejowice (wieś Kromolin z przysiółkami Mierzów, Szczepów i Góra Św. Anny), Gaworzyce (wieś Dalków z przysiółkiem Kurów Wielki) i Żukowice (wieś Domianowice z przysiółkiem Zameczno) w tymże powiecie.